# 世界の果て〜the end of the world〜
「世界の果て〜the end of the world〜」（せかいのはて ジ エンド オブ ザ ワールド）は、藤木直人のデビューシングル。1999年7月7日にポニーキャニオンより発売。

## 概要
CDデビューを果たした俳優・藤木直人の1stシングル。翌年発売の1stアルバム『BUMP!』に収録。カップリング曲は「朝日の向こう」。

## 収録曲
1. 世界の果て〜the end of the world〜
（作詞:寺岡呼人/作曲・編曲:寺岡呼人、藤井謙二）
テレビ朝日系『ウィークエンドライブ 週刊地球TV』のエンディングテーマ、福岡限定オンエア霧島酒造「麦飯石」のCMソング[1]である。プロデュースは、ゆずなどのプロデュースを手がける寺岡呼人。“始まり”をコンセプトに制作したスローナンバー。PVは林海象監督によるもので、2001年発売のDVD「nao-hit TV ver1.0」に収録。2006年発売のDVD「F△7-VISUAL COLLECTION-」にF△7 Special Editionが収録された。
2. 朝日の向こう
（作詞:夏野芹子/作曲:寺岡呼人、藤木直人/編曲:寺岡呼人、藤井謙二）
3. 世界の果て〜the end of the world〜(Instrumental)
（作詞:寺岡呼人/作曲・編曲:寺岡呼人、藤井謙二）

## タイアップ
- テレビ朝日系『ウィークエンドライブ 週間地球TV』エンディングテーマ（M-1）
- 霧島酒造「麦飯石」CMソング（M-1）

## 収録アルバム
- BUMP!（M-1）
- HISTORY of NAOHITO FUJIKI 10TH ANNIVERSARY BOX（ベストアルバム限定盤）（M-1）
- HISTORY of NAOHITO FUJIKI Standard Edition（ベストアルバム通常盤）（M-1）